# Daniel Amartey
Pour les articles homonymes, voir Amartey.
Daniel Amartey, né le 21 décembre 1994 à Accra (Ghana), est un footballeur international ghanéen qui évolue au poste de défenseur.

## Biographie

### En club
En 2014, il se met en évidence avec le FC Copenhague en inscrivant deux buts en phase de groupe de la Ligue Europa, sur la pelouse du Club Bruges KV, puis lors de la réception du Torino FC.
Le 22 janvier 2016, il s'engage pour quatre ans et demi avec le club anglais de Leicester City.
En 2017, il joue avec Leicester les quarts de finale de la Ligue des champions face à l'Atlético Madrid.

### En sélection
Daniel Amartey est convoqué pour la première fois en sélection par le sélectionneur national Avraham Grant le 19 janvier 2015, lors d'un match de la Coupe d'Afrique des nations 2015 contre le Sénégal (défaite 2-1). Lors de cette CAN organisée en Guinée équatoriale, il joue trois matchs de phase de poule. Le Ghana s'incline en finale face à la Côte d'Ivoire, après une longue séance de tirs au but.
Deux ans plus tard, il participe à la Coupe d'Afrique des nations 2017. Lors de cette CAN organisée au Gabon, il est titulaire indiscutable et joue six matchs. Le Ghana se classe quatrième du tournoi, en étant battu par le Burkina Faso lors de la "petite finale". Il est de nouveau convoqué pour participer à la Coupe d'Afrique des nations 2021. 
Le 14 novembre 2022, il est sélectionné par Otto Addo pour participer à la Coupe du monde 2022. Le 31 décembre 2023, il est retenu dans la liste des vingt-sept joueurs ghanéens sélectionnés par Chris Hughton pour disputer la Coupe d'Afrique des nations 2023.
Le 21 juillet 2023, Amartey a signé un contrat avec le club de Süper Lig Beşiktaş.
Le 13 septembre 2024, le contrat d'Amartey avec Beşiktaş a été résilié pour une raison non divulguée. 

## Palmarès

### En club
- FC Copenhague
  - Champion du Danemark en 2016.
  - Vainqueur de la Coupe du Danemark en 2015.
  - Vice-champion du Danemark en 2015.

- Leicester City
  - Champion d'Angleterre en 2016.
  - Vainqueur de la Coupe d'Angleterre en 2021.
  - Vainqueur du Community Shield en 2021

### En sélection nationale
- Ghana
  - Finaliste de la Coupe d'Afrique des nations en 2015.